# O Desertor
O Desertor (em inglês The Defector) é o título de um livro de ficção sobre espionagem do escritor norte-americano Daniel Silva, publicado pela primeira vez no ano 2009.
Este foi o segundo livro de Daniel Silva a atingir o 1º lugar da lista semanal de bestsellers de ficção do New York Times. Em Agosto de 2009, e à semelhança do seu predecessor, o livro entrou directamente para o topo.
Em Portugal, foi editado em 2010, com tradução de Vasco Teles de Menezes, pela Bertrand Editora.